# Bernhard Müller (Politiker, 1973)

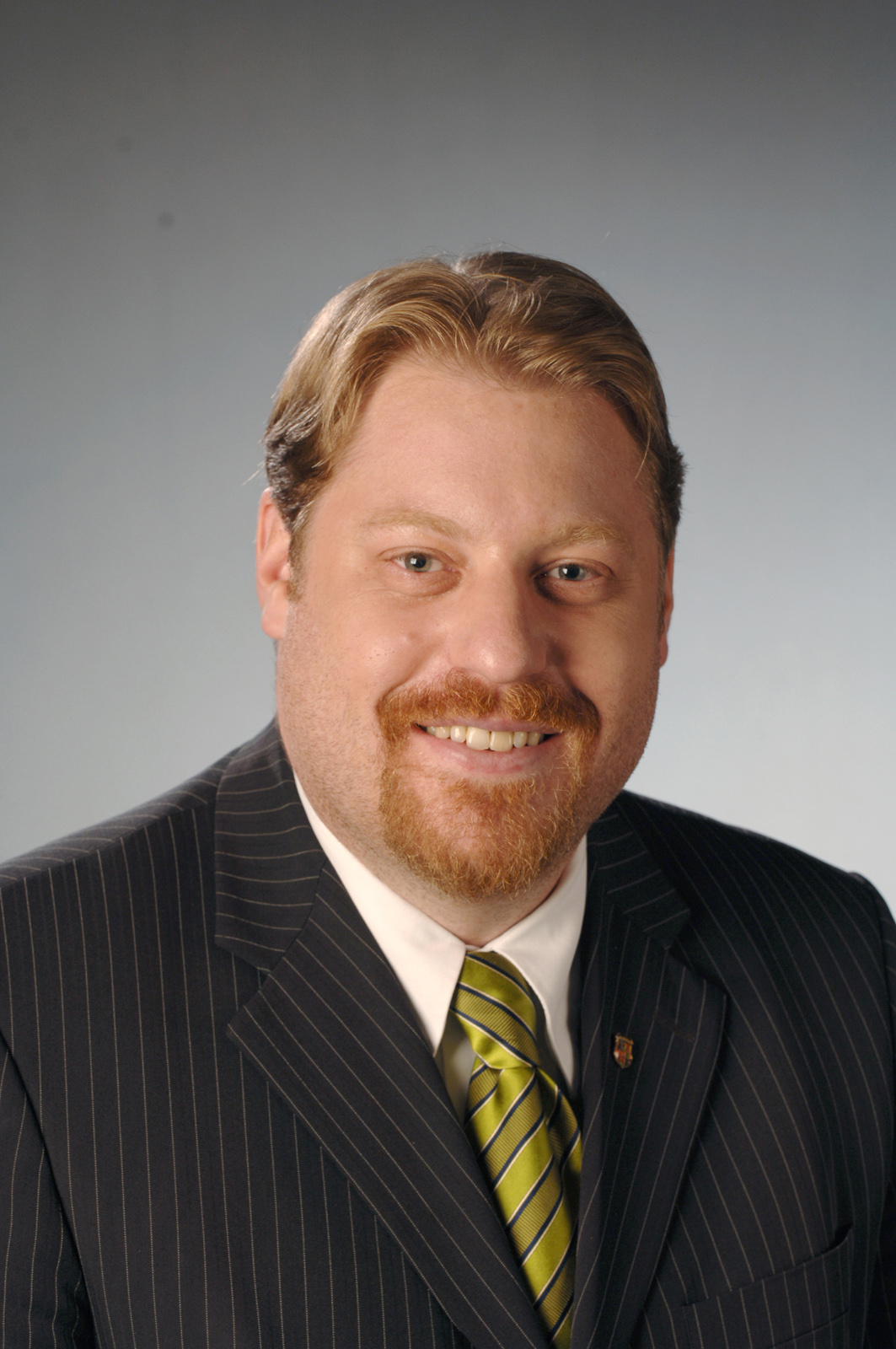
Bernhard Müller, Bürgermeister a. D. von Wiener Neustadt

Bernhard Müller (* 7. Juli 1973 in Wiener Neustadt, Niederösterreich) ist ein österreichischer Autor und ehemaliger Politiker (SPÖ). Von 2005 bis 2015 war er Bürgermeister von Wiener Neustadt.

## Leben
Nach der Matura an der Handelsakademie Wiener Neustadt studierte Müller drei Semester Rechtswissenschaften und begann ein Studium der Politikwissenschaften und Publizistik, das er 2011 mit dem Titel „Bachelor of Arts“ (BA) abschloss. 1995 wurde er Sachbearbeiter für Wohnbauförderung in Wien, 1996 wechselte er nach Wiener Neustadt, wo er drei Jahre im Referat Baurecht und sieben Jahre am Gewerbeamt tätig war. Nebenberuflich absolvierte der das Studium Public Management, das er 2013 mit dem akademischen Grad „Master of Public Administration“ (MPA) beendete.
Bernhard Müllers politische Karriere begann im Juni 2003, als er als Mitglied des Gemeinderates der Stadt Wiener Neustadt (SPÖ-Fraktion) angelobt wurde. Knapp eineinhalb Jahre später, im März 2005, wurde er zum Stadtrat für Finanzen und Wirtschaft bestellt. Nach dem Rücktritt von Traude Dierdorf übernahm er im Oktober 2005 das Amt des Bürgermeisters seiner Heimatstadt. Als im Jänner 2015 die SPÖ starke Verluste bei der Gemeinderatswahl einfuhr, trat er noch am selben Tag als Bürgermeister zurück.
In der Sozialdemokratischen Partei Österreichs ist Müller seit 1995 (Beitritt) in der Sektion 1/3 aktiv, dessen Vorsitz er bis 17. Februar 2017 innehatte. Parallel dazu gründete er 1996 die „Plattform Kritische Jugend“ (PKJ), wo er bis 2001 auch als Vorsitzender fungierte. Von 1995 bis 2001 war Bernhard Müller überdies Jugendsprecher der SPÖ-Stadtparteiorganisation. 2005 wurde Bürgermeister Müller zum Stadtparteivorsitzenden gewählt. Er war Mitglied im Bundesparteivorstand sowie im Landesparteipräsidium und -vorstand der SPÖ Niederösterreich. Außerdem wurde er zum Bundesvorsitzenden des GVV Österreich (davor Kommunalpolitisches Zentrum der SPÖ) bestellt und ist Mitglied in der Geschäftsleitung des Österreichischen Städtebundes. Er unterstützte und ermöglichte in seiner Amtszeit die Gründung des Projekts Stolpersteine für Wiener Neustadt, welches bislang mehr als 100 Stolpersteine im Stadtgebiet verlegen konnte. Derzeit fungiert er als Generalsekretär des Vereins Urban Forum Egon Matzner-Institut für Stadtforschung
.
Er hat mehrere Bücher und Artikel veröffentlicht, zumeist im Verein Alltag Verlag.
Er ist seit 2021 Vizepräsident des BSA Österreich.

## Publikationen
- China hinter dem Reis. Erlebnisberichte aus dem Reich der Mitte, Seifert Verlag, 2015 ISBN 978-3-902924-45-2
- Hans Barwitzius. Ein Leben für Wiener Neustadt, Residenz Verlag, 2014 ISBN 978-3-7017-3350-7
- Freiheit, Verein Alltag Verlag, 2005 ISBN 978-3-902282-07-1
- Gerechtigkeit, Verein Alltag Verlag, 2006 ISBN 978-3-902282-11-8
- Gleichheit, Verein Alltag Verlag, 2007 ISBN 978-3-902282-14-9
- Solidarität, Verein Alltag Verlag, 2007 ISBN 978-3-902282-02-6
- Stadtdialog, Schriftenreihe des Österreichischen Städtebundes, Februar 2010 ISBN 978-3-9502-0388-2